# Michal Vinik
Pour les articles homonymes, voir Michal et Vinik.
Michal Vinik (née en 1976) est une réalisatrice et scénariste de cinéma israélienne. 
Elle réalise son premier long métrage, Petite Amie (Barash), en 2015,.

## Filmographie

### Réalisatrice
- 2009 : Bait (court métrage)
- 2011 : Reality Check (court métrage)
- 2015 : Petite Amie (Barash)
- 2016 : Heroine

### Scénariste
- 2009 : Bait (court métrage)
- 2011 : Reality Check (court métrage)
- 2014 : The Accursed (mini-série) (1 épisode : Yona Wallach)
- 2014 : Who Gave You a License? (série télévisée)
- 2015 : Petite Amie (Barash)
- 2018 : Working Woman